# Наводнение в Шри-Ланке в 2016 году
Наводнение в Шри-Ланке в 2016 году — события, начавшиеся 14 мая 2016 года, когда область пониженного атмосферного давления над Бенгальским заливом вызвала проливные дожди, наводнения и оползни в Шри-Ланке. Погибли 101 человек, 100 человек числятся пропавшими без вести в наиболее пострадавшем округе Кегалле. Разрушено 530 домов, повреждено 4000 домов. В разгар наводнения треть населения столичного города Коломбо была вынуждена покинуть свои дома. Нанесен ущерб экономике страны в 2 миллиарда долларов США. 21 мая 2016 года дожди в Шри-Ланке ослабли оттого, что циклон «Роану» сместился на юг Бангладеш, где погибло 24 человека, прежде чем циклон ослаб.